# Diecezja Linares
Diecezja Linares (łac. Dioecesis Linarensis) – diecezja Kościoła rzymskokatolickiego w Chile. Należy do metropolii Santiago de Chile. Została erygowana 18 października 1925 roku.

## Ordynariusze
- Miguel León Prado, 1925–1934
- Juan Subercaseaux Errázuriz, 1935–1940
- Francisco Javier Valdivia Pinedo, 1940–1941
- Roberto Moreira Martínez, 1941–1958
- Augusto Osvaldo Salinas Fuenzalida
- Carlos Marcio Camus Larenas, 1976–2003
- Tomislav Koljatic Maroevic, od 2003